# Lagaroceras
Lagaroceras is een vliegengeslacht uit de familie van de halmvliegen (Chloropidae).

## Soorten
- L. andalusiaca (Strobl, 1899)